# Districtul Erawan
Erawan (în thailandeză เอราวัณ) este un district (Amphoe) din provincia Loei, Thailanda, cu o populație de 37.079 de locuitori și o suprafață de 262,0 km².

## Componență
Districtul este subdivizat în 4 subdistricte (tambon), care sunt subdivizate în 45 de sate (muban).
| Nr. | Nume          | În thailandeză | Sate | Locuitori |  |
| --- | ------------- | -------------- | ---- | --------- |  |
| 1.  | Erawan        | เอราวัณ         | 16   | 12,160    |  |
| 2.  | Pha In Plaeng | ผาอินทร์แปลง     | 14   | 12,532    |  |
| 3.  | Pha Sam Yot   | ผาสามยอด       | 8    | 7,742     |  |
| 4.  | Sap Phaiwan   | ทรัพย์ไพวัลย์      | 7    | 4,645     |  |